# Calamagrostis filipes
Calamagrostis filipes är en gräsart som först beskrevs av Yi Li Keng, och fick sitt nu gällande namn av Pung Pen Chao Kuo, Shen g Lian Lu och Jun Liang Yang. Calamagrostis filipes ingår i släktet rör, och familjen gräs. Inga underarter finns listade i Catalogue of Life.